# Hermua
Hermua est une commune ou contrée de la municipalité de Barrundia dans la province d'Alava dans la Communauté autonome basque (Espagne).

## Référence
1. ↑  Officiellement « Hermua » Euskal Herriko leku 2012-07-25 (Site d'Euskaltzaindia ou Académie de la langue basque)